# Niklas Skoog
Niklas Skoog (Göteborg, 15 juni 1974) is een voormalig Zweeds voetballer, die speelde als aanvaller. Hij beëindigde zijn actieve loopbaan in 2009 bij de Zweedse club Näsets SK. Skoog was tweemaal topscorer van de Allsvenskan (1995 en 2003), de hoogste divisie in Zweden.

## Interlandcarrière
Skoog kwam negen keer uit voor de Zweedse nationale ploeg in de periode 2002-2004 en scoorde vier keer voor zijn vaderland. Hij maakte zijn debuut onder leiding van bondscoach Lars Lagerbäck op 20 november 2002 in de vriendschappelijke wedstrijd in Teplice tegen Tsjechië (3-3), toen hij na 65 minuten inviel voor Johan Elmander.

## Erelijst
Västra Frölunda IF
- Topscorer Allsvenskan

1995 (17 goals)
 Malmö FF
- Topscorer Allsvenskan

2003 (22 goals)
- Zweeds landskampioen

2004